# Paramount Media Networks

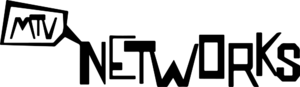
Logo-ul original de prototip al MTV Networks.

Logo al MTV Networks.

Logo al Viacom Media Networks.

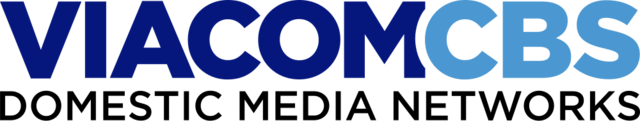
Primul logo al ViacomCBS Domestic Media Networks.

Al doilea logo al ViacomCBS Domestic Media Networks.

Paramount Media Networks este o divizie mass media a Paramount Global care gestionează operațiunile canalelor sale de televiziune și mărcilor online. Divizia a fost fondată inițial ca MTV Networks în 1984, numită după rețeaua prin cablu MTV. A fost cunoscută sub acest nume până în 2011; după care a fost cunoscută apoi ca Viacom Media Networks până în 2019; și ViacomCBS Domestic Media Networks până în 2022.
Activele de televiziune ale diviziei sunt gestionate prin trei unități: MTV Entertainment Group, Showtime Networks, și Nickelodeon Group, gestionând de asemenea AwesomenessTV. Activele internaționale ale Paramount sunt gestionate de Paramount International Networks.

## Lista canalelor

### Canale curente
| Categorie                                       | Nume | Note                    | Lansare |
| MTV Entertainment Group                         | MTV Entertainment Group                                                                                                 | MTV Entertainment Group | MTV Entertainment Group |
| ----------------------------------------------- | --- | ----------------------- | --- |
| Canale CMT                                      | CMT | 5                       | 5 martie 1983 |
| Canale CMT                                      | CMT Music | 6                       | 1 august 1998 |
| Canale MTV                                      | MTV | 1                       | 1 august 1981 |
| Canale MTV                                      | MTV2 |                         | 1 august 1996 |
| Canale MTV                                      | MTV Classic | 19                      | 1 august 1998 |
| Canale MTV                                      | MTV Live | 20                      | 16 Ianuarie 2006 |
| Canale MTV                                      | MTV Tres |                         | 1 august 1998 |
| Canale MTV                                      | MTVU | 22                      | 20 Ianuarie 2004 |
| Entertainment & Youth Group                     | Comedy Central | 2                       | 1 iunie 1991 |
| Entertainment & Youth Group                     | Logo TV | 4                       | 30 iunie 2005 |
| Entertainment & Youth Group                     | Paramount Network | 3, 5                    | 7 martie 1983 |
| Entertainment & Youth Group                     | Pop | 15                      | 1981 |
| Entertainment & Youth Group                     | Smithsonian Channel | 13                      | 26 septembrie 2007 |
| Entertainment & Youth Group                     | TV Land | 14                      | 29 aprilie 1996 |
| Premium Networks Group (Showtime Networks)      | |                         | |
| Canale Showtime                                 | Showtime - Showtime 2 - Showcase - SHO×BET17 - Showtime Extreme - Showtime Family Zone - Showtime Next - Showtime Women | 12                      | 9 mai 1976 (Showtime) 1 octombrie 1991 (Showtime 2) Septembrie 1999 (SHO×BET) 1996 (Showcase) 10 martie 1998 (Showtime Extreme) Martie 2001 (Showtime Family Zone, Next and Women) |
| Canale Showtime                                 | The Movie Channel - The Movie Channel Xtra                                                                              | 18                      | 1 decembrie, 1979 1 octombrie, 1997 |
| Canale Showtime                                 | Flix | 16                      | 1 august, 1992 |
| Kids & Family Entertainment (Nickelodeon Group) | |                         | |
| Canale Nickelodeon                              | Nickelodeon | 7                       | 1 aprilie 1979 |
| Canale Nickelodeon                              | Nick Jr. | 8                       | 28 septembrie 2009 |
| Canale Nickelodeon                              | Nick at Nite |                         | 1 iulie 1985 |
| Canale Nickelodeon                              | NickMusic | 9                       | 1 mai 2002 |
| Canale Nickelodeon                              | Nicktoons | 10                      | 1 mai 2002 |
| Canale Nickelodeon                              | TeenNick | 11                      | 28 septembrie 2009 |

### Canale și blocuri trecute
- BET Networks (mutat sub CBS Entertainment Group)
- Bravo (vândut la Rainbow Media în 1984; cumpărat mai târziu de divizia NBC Entertainment a General Electric în 2003 și NBCUniversal un an mai târziu)
- C-3 (lansat oficial ca Nickelodeon în 1988, blocul "Pinwheel" înlocuit de blocul "Nick Jr.")
- Sight on Sound (lansat oficial ca MTV în 1981)
- Nick GAS (1999–2007), 2009 (pe Dish Network); înlocuit pe 24 de ore de The N pe cablu, DirecTV și mai multe cu Cartoon Network de la Turner (transmisiunea din vest) pe Dish Network)
- VH1 Uno (2000–2008); devenit MTVU, concentrându-se pe videoclipuri muzicale pentru studenții de vârstă de colegiu.
- NickMom (2012–2016), bloc de noapte târziu concentrându-se pe mame.
- Noggin (TV Channel) (1999–2009); înlocuit de Nick Jr. Channel în 2009, dar relansat cu aplicația de streaming "Noggin" în martie 2015
- TEENick (bloc Nickelodeon) (2001–2009); contopit cu "The N" pentru a forma TeenNick
- The N (bloc Noggin) (2002–2007), (canal) (2007–2009); contopit cu "TEENick" pentru a forma TeenNick
- NickRewind (2011–2022), bloc de program clasic pe canalul TeenNick
- SNICK (1992–2005)
- Nick on CBS/Nick Jr. on CBS (2000–2006)
- Showtime Beyond (1999–2020), devenit SHO×BET concentrându-se pe actori africani-americani în filme.
- MTVX, devenit MTV Jams în 2002, focusing on hip-hop music, rebranding under the BET banner in October 2015.
- VH121 (mutat sub BET Networks)
- VH1 MegaHits, devenit Logo TV în 2005, concentrându-se pe teme gay culturale.

## Unități

### Paramount International Networks
Paramount International Networks este divizia soră a Paramount Media Networks. Sediurile ei se află în New York, Londra, Varșovia și Buenos Aires, și este responsabilă de următoarele mărci: MTV, Nickelodeon, Comedy Central, VH1, Channel 5, Network 10, Telefe, Chilevisión, TeleColombia și Colors.
Divizia este împărțită în trei unități regionale:
- Paramount Networks UK & Australia
  - Ten Network Holdings
- Paramount Networks EMEAA
  - Paramount Networks Northern Europe
  - Paramount Networks Southern Europe, Middle East, and Africa
  - Viacom 18 (49%)
- Paramount Networks Americas[4]

Foste mărci includ TMF și VIVA care, alături de proprietățile digitale Nitrome Limited, Shockwave, Addicting Games, Atom Films și Xfire, au fost fie fuzionate în alte canale, închise sau vândute.

### MTV Entertainment Group
MTV Entertainment Group este o subsidiară a Paramount Media Networks și servește drept companie de holding pentru MTV, Pop TV, CMT, Paramount Network, Comedy Central, TV Land, Logo TV, Smithsonian Channel și Studios.
- MTV Entertainment Studios
  - Comedy Partners
  - MTV Documentary Films
  - Smithsonian Networks Inc.
  - Spike Cable Networks, Inc.
  - Pop Media Group, LLC
- MTV
  - MTV2
  - MTV Classic
  - MTV Live
  - MTVU
  - Tr3s
- Comedy Central
  - Comedy Central Now
  - Comedy Central Records
  - South Park Digital Studios (joint venture cu Park County)
- CMT
  - CMT Canada (10%)
  - CMT Music
- Logo
  - SnowGlobe Music Festival
- Paramount Network[6][7]
- Pop TV[8]
- Smithsonian Channel
  - Regatul Unit
  - Canada (6.67%; joint venture cu Blue Ant Media)
- TV Land

În 2022, MTV Entertainment Group a intrat într-un parteneriat cu Second Chance Studios pentru a lansa cariere media.

### Showtime Networks
Showtime Networks Inc. este o subsidiară a Paramount Media Networks care supraveghează canalele de televiziune premium prin cablu, inclusiv serviciul său de bază Paramount+ with Showtime.
- Paramount+ with Showtime
- The Movie Channel
- Flix

### Nickelodeon Group
Nickelodeon Group (cunoscută de asemenea ca Nickelodeon Networks Inc. și ca numele său de distribuție de familie Paramount Kids and Family Group) este o companie americană de divertisment care supraveghează canalele de televiziune prin cablu pentru copii ale Paramount, inclusiv serviciul său de bază Nickelodeon.
- Nickelodeon
  - Nick at Nite
- Nick Jr.
- Nicktoons
- TeenNick
- NickMusic
- Nick.com
- NickOnBoard
- Nickelodeon Productions
- Nickelodeon Animation Studio
  - Avatar Studios[11]
  - Nickelodeon Digital
- Nickelodeon Velocity
- Paws, Inc.[12]
- Awesomeness
  - Awesomeness Ink[13]
  - Awesomeness Films[14]
  - Awesomeness News[15]
- VidCon[16][17]